# Lily Carter
Lily Carter (Douglas megye, 1990. április 15. –) egykori amerikai pornószínésznő.

## Karrier
Mielőtt belépett volna a felnőttfilmes iparba, Carter camgirl volt. Művészneve Lynda Carter színésznőtől származik.
2010-ben kezdett el pornózni. Carter a Wasteland című felnőtt filmben debütált Lily LaBeau-val. Több más stúdióval is dolgozott: Hustler, Digital Sin, Elegant Angel, Jules Jordan Video, a Bangbros, 21Sextury, Brazzers és  a Naughty America.

## Díjak
- 2012 LA Underground Film Festival Award – Best Actress (Wasteland)
- 2012 Alternative Media Awards – Best New Adult Starlet
- 2013 AVN Award – Best Actress (Wasteland)
- 2013 XBIZ Award – Best Actress—Feature Movie (Wasteland)
- 2013 XBIZ Award – Best Scene, Feature Movie (Wasteland) with Lily LaBeau, Mick Blue, Ramón Nomar, David Perry & Toni Ribas
- 2013 XRCO Award – Best Actress (Wasteland)
- 2013 XRCO Award – Cream Dream